# Inga villosissima
Inga villosissima är en ärtväxtart som beskrevs av George Bentham. Inga villosissima ingår i släktet Inga och familjen ärtväxter. Inga underarter finns listade i Catalogue of Life.